# Moritz Hartmann
Moritz Hartmann (15. října 1821 Trhové Dušníky – 13. května 1872 Oberdöbling u Vídně) byl rakouský novinář, spisovatel a politik českého původu.

## Život

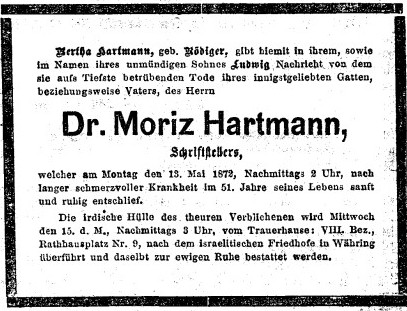
Parte publikované 14.5.1872 ve vídeňském tisku Die Presse

Moritz Hartmann se narodil v židovské rodině. Jeho otec byl majitelem hamru a jeho matka byla dcerou mladoboleslavského rabína Spitze. Po střední škole, kterou absolvoval v Praze, navštěvoval piaristické gymnasium v Mladé Boleslavi. V době studií vystoupil z judaismu a nadále byl bez vyznání. Na přání rodičů pokračoval ve studiu filozofiie a literatury na Karlově Univerzitě v Praze, později pokračoval na univerzitě ve Vídni. Během této doby se spřátelil s Alfredem Meissnerem a se svým pozdějším švagrem Siegfriedem Kapperem, zároveň zveřejnil své první publikace v časopise „Ost und West“. Po ukončení studia cestoval po jižním Německu, Švýcarsku a Itálii. Později se stal vychovatelem ve vídeňských rodinách. V roce 1844 odešel do Berlína a následně pokračoval do Lipska, kde roku 1845 vydal několik vlasteneckých básní pod názvem „Kelch und Schwert“. V obavách z následků trestního stíhání ze strany úřadů přežil události roku 1848 ve Francii a Belgii a po vydání „Neuere Gedichte“ roku 1846 v Lipsku se vrátil domů, kde si vytrpěl krátkou dobu odnětí svobody. V roce 1846 se vrátil zpět do Berlína a v roce 1847 žil krátce v Praze. V roce 1848 byl zvolen členem německého parlamentu ve Frankfurtu nad Mohanem. V témže roce se Hartmann zúčastnil tzv. Březnové revoluce (Märzrevolution) v Bádensku a revoluce ve Vídni, které se zúčastnil společně s Robertem Blumem. Po zhroucení povstání se připojil k tzv. „parlamentního zbytku“ (zbytku frankfurtského parlamentu) ve Stuttgartu a nakonec unikl do Londýna a Paříže. V roce 1849 publikoval svá dílo s názvem „Reimchronik des Pfaffen Mauritius“, což byla satiricko politická báseň ve stylu Heina. V roce 1850 uskutečnil své cesty do Francie, Anglie, Irska a Nizozemska. V letech 1854–1859 během Krymské války byl Hartmann korespondentem německého deníku „Kölnische Zeitung“. V roce 1860 se usadil v Ženevě, kde působil jako učitel německé literatury a historie. V roce 1865 se stal redaktorem časopisu „Frey“ ve Stuttgartu a v roce 1868 spolupracoval s deníkem „Neue Freie Presse“ ve Vídni.
V roce 1872 zemřel v Oberdöblingu poblíž Vídně a pohřben byl na vídeňském židovském hřbitově.
Jeho prasynovcem byl Karel Hartmann.

## Dílo

### Poezie
- Kelch und Schwert, 1845 - česky Kalich a meč: české elegie: 1845, přeložil a vydal vlastním nákladem Dr. Karel Hartmann, (Praha) 1935, úvodní slovo Prof. Dr. Arnošt Kraus (digitalizováno)
- Neuere Gedichte, 1847
- Zeitlosen, 1858

### Romány, povídky, novely
- Der Krieg um den Wald, román, 1850 - česky Selská rebelie, Praha: Ant. Svěcený, 1925, překlad E.Makovcová-Illová (digitalizováno)
- Schatten, Erzählungen, 1851
- Erzählungen eines Unsteten, 1858
- Nach der Natur, povídky, 1866
- Die letzten Tage eines Königs, historický román, 1866
- Die Diamanten der Baronin, román, 1868

### Satira
- Reimchronik des Pfaffen Maurizius, 1849

### Cestopis
- Tagebuch aus Languedoc und Provence, 1853

### Divadelní hry
- Gleich und Gleich, komedie o dvou dějstvích

### Souborná vydání
- Moritz Hartmann’s Gesammelte Werke, hrsg. v. L. Bamberger u. W. Vollmer, 10 Bde., 1873–1874
- Moritz Hartmanns Gesammelte Werke, hrsg. v. Otto Wittner, 1906–1907